# Маєр (Аризона)
Маєр (англ. Mayer) — переписна місцевість (CDP) в США, в окрузі Явапай штату Аризона. Населення — 1558 осіб (2020).

## Географія
Маєр розташований за координатами 34°25′24″ пн. ш. 112°14′27″ зх. д. / 34.42333° пн. ш. 112.24083° зх. д. (34.423365, -112.240789).  За даними Бюро перепису населення США в 2010 році переписна місцевість мала площу 52,00 км², уся площа — суходіл.

## Демографія
Згідно з переписом 2010 року, у переписній місцевості мешкало 1497 осіб у 679 домогосподарствах у складі 400 родин. Густота населення становила 29 осіб/км².  Було 849 помешкань (16/км²).
Расовий склад населення:
| - 94,2 % — білих - 0,9 % — корінних американців - 0,3 % — чорних або афроамериканців - 1,2 % — осіб інших рас |

До двох чи більше рас належало 3,3 %. Частка іспаномовних становила 6,3 % від усіх жителів.
За віковим діапазоном населення розподілялося таким чином: 17,4 % — особи молодші 18 років, 63,5 % — особи у віці 18—64 років, 19,1 % — особи у віці 65 років та старші. Медіана віку мешканця становила 51,2 року. На 100 осіб жіночої статі у переписній місцевості припадало 108,5 чоловіків;  на 100 жінок у віці від 18 років та старших — 108,1 чоловіків також старших 18 років.
Середній дохід на одне домашнє господарство  становив 46 605 доларів США (медіана — 44 583), а середній дохід на одну сім'ю — 52 406 доларів (медіана — 48 717). За межею бідності перебувало 13,9 % осіб, у тому числі 49,5 % дітей у віці до 18 років та 0,0 % осіб у віці 65 років та старших.
Цивільне працевлаштоване населення становило 503 особи. Основні галузі зайнятості: роздрібна торгівля — 31,8 %, освіта, охорона здоров'я та соціальна допомога — 21,7 %, будівництво — 20,3 %, мистецтво, розваги та відпочинок — 19,5 %.